# 天仙配 (黃梅戲電影)
天仙配是一部1955年所拍攝的黃梅戲電影，由嚴鳳英和王少舫主演。內容取材於干寶《搜神記》中的董永與七仙女故事，藉以宣傳當時的新婚姻法。
1955年，《天仙配》獲得優秀影片獎。其中的滿工對唱《夫妻雙雙把家還》膾炙人口，成為經典。此片是中国大陆拍摄第一部的黃梅戲電影。它与1959年的《女驸马》被认为是中国大陆黄梅戏电影“至今无法超越的高峰”:19。做为最早的黄梅戏电影，《天仙配》相比《女驸马》，其曲调、演唱还留存歌舞“三小戏”时期的痕迹，显得民歌味稍强:88。

## 外部連結
- 天仙配 （页面存档备份，存于）